# 楽水駅
濁水駅（だくすいえき）は台湾宜蘭県三星郷にかつて存在した羅東森林鉄路（太平山森林鉄路羅東線）の鉄道駅。濁水駅として開業したが、駅名に由来する濁水渓がその後蘭陽渓となったため、台湾語で発音が似ている楽水へ改称された。木造駅舎はセメント構造物に改築され、廃止後も現存しているが放置され廃墟となっている。

## 沿革
- 1919年（大正8年）台湾電気興業が土場 - 天送埤間を起工[3]。
- 1921年（大正10年） - 天送埤以西が開通[4][5]。
- 1924年（大正13年）1月27日 - 竹林まで延伸し全線開業[3]。
- 1926年（大正15年）5月18日 - 旅客扱い開始に伴い濁水駅を設置[4]。
- 1953年2月1日 - 瑪崙に改称[6]。
- 不明 - 村名に合わせた楽水に改称[7]。
- 1978年 - 当駅を含む土場駅から天送埤駅間が台風により不通、事実上この区間が廃止となる[5]。
- 1979年8月1日 - 復旧することなく正式に全線廃止[5]。

## 駅周辺
- 郷道宜51線
- 宜蘭県立大同国民小学楽水分校
- 蘭陽渓
- 碼崙渓

## バス
最寄りの停留所は《碼崙》
| 系統 | 管轄     | 事業者   | 区間                                  | 備考 |
| ---- | -------- | -------- | ------------------------------------- | ---- |
| 1798 | 公路客運 | 国光客運 | 羅東転運站（羅東駅） - 智脳（楽水村） |      |